# ドドナ (小惑星)
ドドナ (382 Dodona) は小惑星帯にある大きな小惑星であり、M型小惑星に分類される。
フランスの天文学者、オーギュスト・シャルロワによってニースで発見され、ギリシア北西部にある村ドドニの旧名「ドドナ」にちなんで命名された。